# Документы Пентагона

Одна из частей «Документов Пентагона» – карта ЦРУ с нанесенными центрами партизанского сопротивления в Индокитае по состоянию на ноябрь 1950 года.

«Документы Пентагона» (англ. Pentagon Papers) – официальное название пакета документов «Доклад целевой группы по Вьетнаму при офисе министра обороны США» (англ. Report of the Office of the Secretary of Defense Vietnam Task Force), содержавшего историю политического и военного участия Соединенных Штатов во Вьетнаме в период с 1945 по 1968 год, подготовленная Министерством обороны США. Обнародованные Дэниелом Эллсбергом, входившим в состав группы исследователей, документы впервые были опубликованы на первой странице газеты The New York Times в 1971 г.  В статье The New York Times 1996 г. говорилось, что «Документы Пентагона», помимо прочего, показали, что администрация Линдона Джонсона «систематически лгала не только общественности, но и Конгрессу».
В «Документах Пентагона» содержалась информация о масштабах действий США в ходе войны во Вьетнаме, включая рейды и атаки подразделениями морской пехоты побережья Северного Вьетнама – ни о чем из этого не сообщалось в основных средствах массовой информации. За обнародование «Документов Пентагона» Эллсберг был обвинен в заговоре, шпионаже и краже государственного имущества. Впоследствии обвинения были сняты, после того как прокуроры, расследовавшие Уотергейтский скандал, обнаружили, что сотрудники Белого дома из администрации Никсона приказали команде «Сантехников Белого дома» предпринять ряд незаконных действий по дискредитации Эллсберга.
В июне 2011 года «Документы Пентагона» были официально рассекречены и опубликованы.

## Содержание
Министр обороны Роберт Макнамара 17 июня 1967 года создал Целевую группу по изучению Вьетнама (Vietnam Study Task Force), целью которой стала подготовка «истории войны во Вьетнаме».  Макнамара утверждал, что хотел оставить письменный отчет для историков, чтобы предотвратить политические ошибки будущих администраций, хотя Лесли Гелб (англ. Leslie H. Gelb), тогдашний директор отдела планирования политики Пентагона (англ. Policy Planning at the Pentagon), утверждал, что подобная трактовка подготовки досье придумана Макнамарой «задним числом». Отдав приказ о подготовке отчёта, Макнамара не сообщил об этом ни президенту Линдону Джонсону, ни госсекретарю Дину Раску. Позже Макнамара убеждал государственного секретаря Дина Раска в том, что он лишь просил подготовить сборник документов, а не полноценное исследование, которое получилось в итоге. В одном из отчетов утверждалось, что Макнамара планировал передать работу своему другу Роберту Кеннеди, который претендовал на президентскую номинацию от демократической партии в 1968 г. Позже Макнамара отрицал это, хотя и признавал, что должен был проинформировать Джонсона и Раска.
Вместо того чтобы воспользоваться услугами историков Министерства обороны США, Макнамара поручил сбор документов своему близкому помощнику и помощнику министра обороны (англ. United States Assistant Secretary of Defense) Джону Макнотону (англ. John McNaughton). Макнамара ожидал, что исследование будет подготовлено за три месяца, однако Макнотон погиб в авиакатастрофе через месяц после начала работы в июне 1967 года, и проект продолжился под руководством представителя Министерства обороны США Леса Гелба (англ. Les Gelb).
Над исследованием работали тридцать шесть аналитиков – половина из них были действующими военными, остальные – учеными и гражданскими федеральными служащими.  Рабочая группа готовила пакет документов, отвечающего на список из 100 вопросов, которые Макнамара (через своих секретарей) направил рабочей группе, включая такие вопросы, как «Насколько верны оценки сил противника? Насколько эффективны были программы по умиротворению сельского населения Вьетнама? На чем основывался дефицит доверия к президенту Джонсону? Был ли Хо Ши Мин азиатским Тито? Нарушили ли США Женевские соглашения по Индокитаю?» Среди аналитиков были Дэниел Эллсберг, Мортон Гальперин (англ. Morton Halperin), Пол Уорнке (англ. Paul Warnke), будущие генералы Пол Ф. Горман (англ. Paul F. Gorman) и Джон Гэлвин (англ. John Galvin), историк Мелвин Гуртов (англ. Melvin Gurtov), экономисты Ганс Хейман (англ. Hans Heymann) и Ричард Мурштейн (англ. Richard Moorstein), а также будущий высокопоставленный дипломат Ричард Холбрук.
Аналитики в основном использовали имеющуюся в распоряжении министра обороны США информацию (англ. Office of the Secretary of Defense). Чтобы сохранить исследование в тайне от других, включая советника по национальной безопасности Уолта Ростоу, участники рабочей группы не проводили никаких интервью или консультаций с представителями вооруженных сил, Белого дома и иных федеральных агентств.
Макнамара покинул Министерство обороны в феврале 1968 года, а его преемник Кларк Клиффорд получил готовое исследование 15 января 1969 года, за пять дней до инаугурации Ричарда Никсона, хотя Клиффорд утверждал, что никогда его не читал. В 1991 году Гелб заявил, что представил исследование Макнамаре в начале 1969 года, когда тот был президентом Всемирного банка, но Макнамара тогда его не читал, и до 2018 года Гелб не знал, читал ли вообще Макнамара исследование.
Исследование состояло из 3 000 страниц исторического анализа и 4 000 страниц оригинальных правительственных документов в 47 томах и имело гриф «Совершенно секретно – ограниченный доступ» («ограниченный доступ» – это неофициальный гриф секретности, означавший, что доступ к документам должен контролироваться). Исследовательская группа опубликовала 15 экземпляров – аналитический центр RAND Corporation получил два экземпляра от Гелба, Мортона Гальперина и Пола Уорнке.

### Содержание и состав отчёта
Содержание пакета документов:

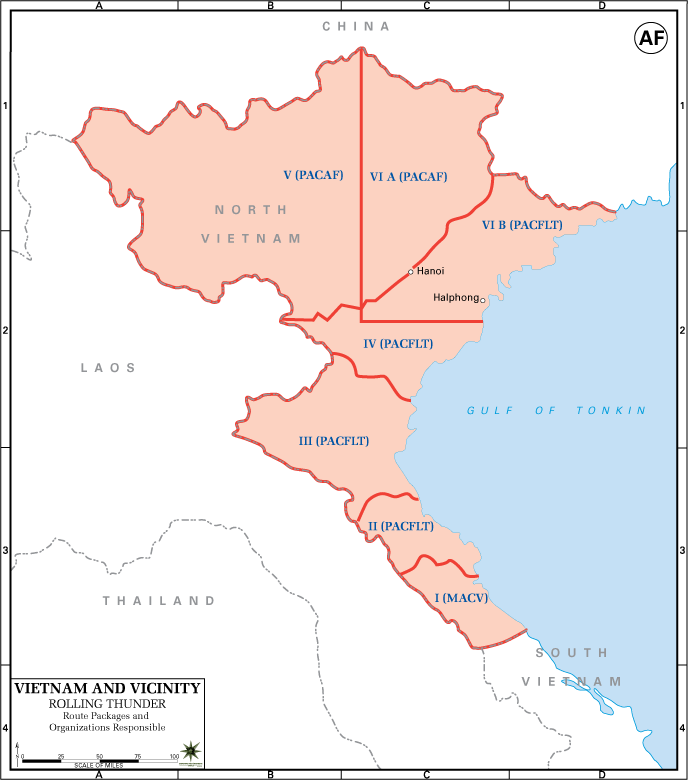
Список целей на территории Северного Вьетнама, намеченных для бомбардировок в рамках операции Раскаты грома, приведенный в аналитическом отчёте

I. Вьетнам и США, 1940 – 1950 (1 том)

A. Политика США, 1940 – 50
B. Характер и сила Лиги независимости Вьетнама
C. Хо Ши Мин: Азиатский Тито?
II. Участие США во франко-вьетнамской войне, 1950 – 1954 (1 том)

A. США, Франция и вьетнамский национализм
B. На пути к урегулированию
III. Женевские соглашения (1 том) 

A. Военное планирование и дипломатические маневры США
B. Роль и обязательства государства Вьетнам
C. Позиция Лиги независимости Вьетнама и китайско-советская стратегия
D. Женевские соглашения
IV. Ход военных действий (26 томов) 

A. США и Нго Динь Зьем: Гарантии Эйзенхауэра, 1954 – 1960 (5 томов) 
1. НАТО и Организация Договора Юго-Восточной Азии: сравнение
2. Помощь Франции в Индокитае, 1950 – 54 гг.
3. Вывод войск США и Франции из Вьетнама, 1954 – 56
4. Обучение США вьетнамской национальной армии, 1954 – 59
5. Истоки повстанческого движения
B. Борьба с повстанческим движением: Гарантии Джона Кеннеди, 1961 – 1963 (5 томов) 
1. Обязательства и программы Кеннеди, 1961 г.
2. Стратегическая программа «Гамлет», 1961 – 63
3. Наращивание консультаций, 1961 – 67
4. Поэтапный вывод американских войск во Вьетнаме, 1962 – 64
5. Свержение Нго Динь Зьема, май-ноябрь 1963 г.
C. Период прямых действий: Гарантии Линдона Джонсона, 1964 – 1968 (16 томов) 
1. Программы США в Южном Вьетнаме, ноябрь 1963 – апрель 1965 гг
2. Военное давление на Северный Вьетнам (3 тома) 
a. Февраль – июнь 1964 г.
b. Июль – октябрь 1964 г.
c. Ноябрь – декабрь 1964 года
3. Начало программы «Раскаты грома»: Январь – июнь 1965 г.
4. Отправка морской пехоты в Дананг, март 1965 г.
5. Первая фаза по наращиванию американских сил: Март – июль 1965 г.
6. Стратегия США и развертывание сил: 1965 – 1967 (3 тома) 
a. Том 1: Фаза 2, Фаза 3, Фаза 4
b. Том 2: Фаза 5
c. Том 3: Фаза 6
7. Воздушная война: 1965 – 1968 (2 тома) 
a. Том 1
b. Том 2
8. Попытки мирных соглашений: 1965 – 1967
9. Отношения между США и Северным Вьетнамом (2 тома)
a. Том 1: декабрь 1963 – июнь 1965
b. Том 2: июль 1965 – декабрь 1967
10. Статистический обзор войны, Север и Юг: 1965 – 1967 гг.
V. Оправдание войны (11 томов)

A. Публичные заявления (2 тома)
Том 1: A – Администрация Трумэна 
B – Администрация Эйзенхауэра
C – Администрация Кеннеди
Том 2: D – Администрация Джонсона
B. Внутренние документы (9 томов) 
1. Администрация Рузвельта
2. Администрация Трумэна: (2 тома) 
a. Том 1: 1945 – 1949
b. Том 2: 1950 – 1952
3. Администрация Эйзенхауэра: (4 тома) 
a. Том 1: 1953
b. Том 2: 1954 год – Женева
c. Том 3: Женевские соглашения – 15 марта 1956 г.
d. Том 4: Вывод французских войск в 1956 г. – 1960 г.
4. Администрация Кеннеди (2 тома) 
Книга 1
Книга 2
VI. Урегулирование конфликта (6 томов)

A. Переговоры, 1965 – 67 гг: Публичные заявления
B. Переговоры, 1965 – 67 гг: Анонсы заявлений
C. История взаимоотношений (4 тома) 
1. 1965 – 1966
2. Польский трек
3. Трек Москва – Лондон
4. 1967 – 1968

### Реальная цель войны во Вьетнаме: сдерживание Китая
1. Японо-корейского фронта
2. Индо-пакистанского фронта, и
3. Южно-азиатского фронта

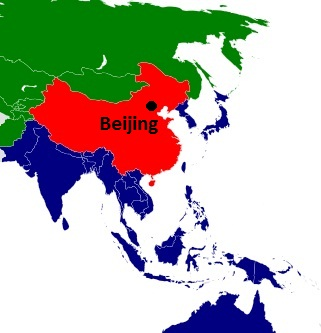
По замыслу министра обороны США Роберта Макнамары, политика сдерживания Китая, проводимая Соединенными Штатами, представляла собой долгосрочные стратегические усилия по окружения Китая при помощи СССР, государств-саттелитов и формированию точек напряжённости в виде:

Несмотря на то, что президент Джонсон заявлял, что целью войны во Вьетнаме было создание «независимого, некоммунистического Южного Вьетнама», в меморандуме помощника министра обороны Джона Макнотона от января 1965 года утверждалось, что основополагающим обоснованием является «не помощь союзнику, а сдерживание Китая».
3 ноября 1965 года министр обороны Макнамара направил Джонсону меморандум, в котором объяснил «основные политические решения в отношении нашего курса действий во Вьетнаме». В начале меморандума раскрывается обоснование бомбардировок Северного Вьетнама в феврале 1965 года:
Февральское решение о бомбардировке Северного Вьетнама и июльское одобрение развертывания первой фазы имеют смысл только в том случае, если они поддерживают долгосрочную политику Соединенных Штатов по сдерживанию Китая.
Макнамара обвинил китайские власти в «вынашивании имперских замыслов», подобные тем, что были у Германской империи, нацистской Германии, императорской Японии и Советского Союза. По мнению Макнамары, китайцы подогревали антиамериканские настроения «по всей Азии»:
Китай, как Германия на Западе и Япония на Востоке в конце 30-х годов и как СССР в 1947 году, превратился в крупную державу, угрожающую подорвать значение Соединённых Штатов в мире и, что более существенно, настраивали всю Азию против США.
В рамках «долгосрочных усилий по сдерживанию Китая» Соединенные Штаты стремились создать «три фронта»:
Существуют три приоритетных фронта по сдерживанию Китая (принимая во внимание, что СССР «сдерживает» Китай на севере и северо-западе):
(а) японо-корейский фронт;
(б) индийско-пакистанский фронт;

и (в) фронт Юго-Восточной Азии.
Макнамара, однако, признавал, что в конечном счёте сдерживание Китая потребует от Америки значительных затрат времени, денег и человеческих ресурсов.

### Политика США по отношению к Вьетнаму
Задолго до инцидента в Тонкинском заливе 2 августа 1964 года правительство США косвенно участвовало в делах Вьетнама, направляя советников или (военный персонал) для обучения солдат Южного Вьетнама:
- При президенте Гарри Трумэне правительство США помогало Франции в её войне против возглавляемой коммунистами Лиги независимости Вьетнама во время Первой индокитайской войны.[26]
- При президенте Дуайте Эйзенхауэре правительство США сыграло «значительную роль в окончательном срыве Женевских соглашений» в 1954 году, поддерживая зарождающийся Южный Вьетнам и тайно подрывая позиции Северного Вьетнама.[26]

При президенте Джоне Кеннеди правительство США изменило свою политику в отношении Вьетнама с ограниченного «участия стороннего наблюдателя» на полномасштабную «вовлеченность и обязательства».
При президенте Линдоне Джонсоне правительство США начало проводить тайные военные операции против коммунистического Северного Вьетнама в защиту Южного Вьетнама.

### Роль Соединенных Штатов в становлении режима президента Нго Динь Зьема

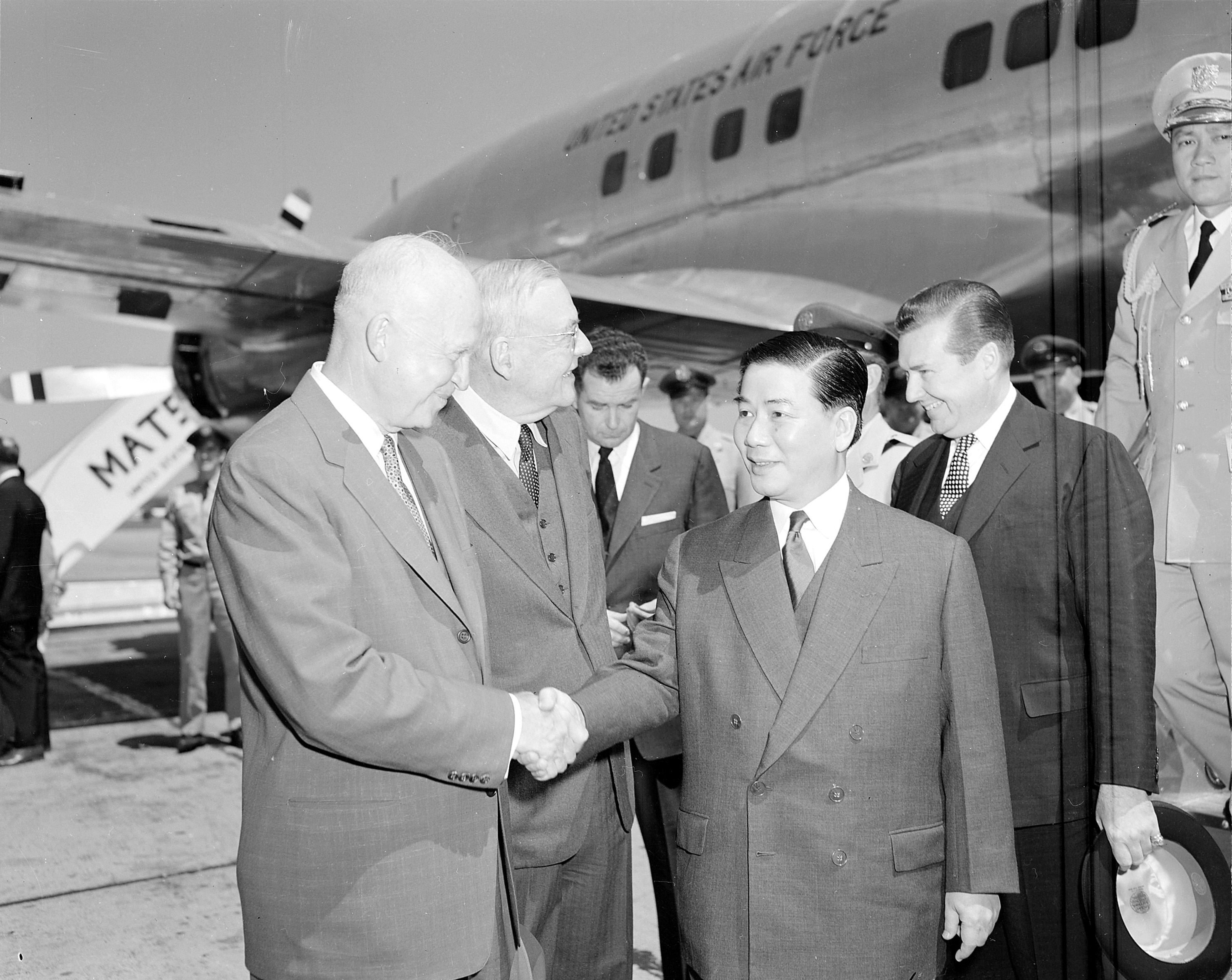
Президент США Дуайт Эйзенхауэр приветствует президента Южного Вьетнама Нго Динь Зьема, чей приход к власти был поддержан Соединенными Штатами, согласно опубликованным «Документам Пентагона»

В разделе «Документов Пентагона», озаглавленном «Обязательства и программы Кеннеди», обязательства Америки перед Южным Вьетнамом объяснялись созданием новой страны Соединенными Штатами в противовес Северному Вьетнаму. Как указывалось в документах:
«Нужно отметить, что Южный Вьетнам (в отличие от других стран Юго-Восточной Азии) был по существу создан Соединенными Штатами».
В подразделе, озаглавленном «Особые американские гарантии Вьетнаму», документы ещё раз подчеркивали роль, которую играли Соединенные Штаты:

- Без поддержки США Нго Динь Зьем почти наверняка не смог бы укрепить свою власть на Юге в 1955 и 1956 гг.
- Без угрозы американского вмешательства Южный Вьетнам не смог даже отказаться от обсуждения вопросов выборов, назначенных на 1956 г. в соответствии с Женевским соглашением, не будучи немедленно разгромленным армиями Вьетминя.
- Без помощи США режим Нго Динь Зьема и Южный Вьетнам не смогли бы существовать.

В частности, в целях укрепления режима Нго Динь Зьема Соединённые Штаты направили оборудование и материалы на сумму 28,4 миллиона долларов. Кроме того, 32 000 человек из Гражданской гвардии Южного Вьетнама (англ. South Vietnamese Regional Forces) были обучены Соединенными Штатами. Существовали расчёты, что режим Нго Динь Зьема, получив значительную помощь от США, сможет противостоять Вьетконгу.
В документах генерал Эдвард Лансдейла, служившего в Управлении стратегических служб и Центральном разведывательном управлении, был назван «ключевой фигурой» в утверждении Нго Динь Зьема на посту президента Южного Вьетнама и последующей поддержке режима Нго Динь Зьема. Как писал Лансдейл в меморандуме 1961 года: «США должны поддерживать Нго Динь Зьема до тех пор, пока не будет сменен более сильным руководителем на законных основаниях».

#### Роль Соединенных Штатов в свержении режима Нго Динь Зьема

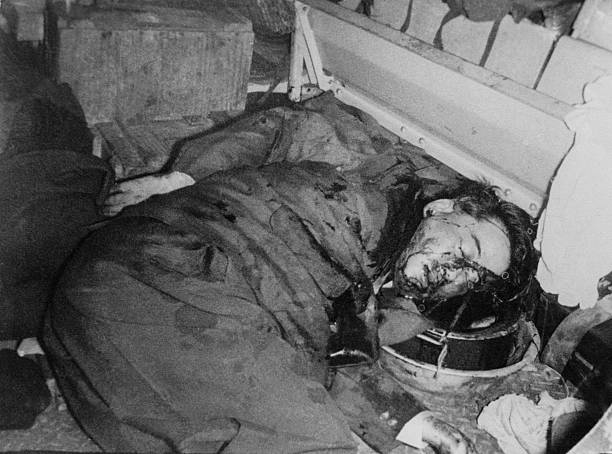
Тело президента Зьема, убитого во время военного переворота. По опубликованным в «Документах Пентагона» данным переворот поддерживался Соединенными Штатами.

Согласно «Документам Пентагона» правительство США сыграло ключевую роль в перевороте 1963 года, в результате которого президент Нго Динь Зьем был убит. Поддерживая «тайные контакты» с вьетнамскими генералами, планировавшими переворот, США прекратили помощь президенту Нго Динь Зьему и открыто поддержали правительство преемника на фоне «де-факто отсутствия лидера Южного Вьетнама»:
США должны взять на себя всю ответственность за военный переворот против Нго Динь Зьема. Начиная с августа 1963 года США в разной степени санкционировали, поощряли и поддерживали усилия вьетнамских генералов по совершению переворота и предлагали полную поддержку правительству-преемнику.
В октябре США прекратили помощь Нго Динь Зьему, дав тем самым зеленый свет генералам. США поддерживали с ними тайные контакты на протяжении всего периода планирования и осуществления переворота и стремились рассмотреть их оперативные планы и предлагаемое новое правительство.

Таким образом, когда правление Нго Динь Зьема подошло к кровавому концу, соучастие США в его свержении повысило ответственность и обязательства США во Вьетнаме, по сути, лишенном лидеров.
Уже 23 августа 1963 года неназванный представитель США встречался с вьетнамскими генералами, планировавшими переворот против Нго Динь Зьема. По данным The New York Times, этим представителем США позже оказался сотрудник ЦРУ Люсьен Конейн (англ. Lucien Conein).
Планирование операций
Директор Центральной разведки Джон Маккоун предложил следующие категории военных действий:
- Категория 1 – воздушные рейды на основные центры снабжения Вьетконга, проводимые одновременно ВВС Республики Вьетнам и ВВС США (кодовое название Farmgate).[30]
- Категория 2 – трансграничные рейды на основные центры снабжения Вьетконга, проводимые южновьетнамскими подразделениями и американскими военными советниками.[30]
- Категория 3 – ограниченные воздушные удары по северовьетнамским целям самолетами без опознавательных знаков, управляемыми исключительно экипажами не из США.[30]

Однако Маккоун не считал, что эти военные действия сами по себе могут привести к эскалации ситуации, поскольку «опасения эскалации, вероятно, будет сдерживать коммунистов». В меморандуме на имя президента Джонсона от 28 июля 1964 года Маккоун указывал:
В ответ на действия первой или второй категории реакция местных коммунистических вооруженных сил в районах фактического нападения была бы наиболее сильной, но мы считаем, что ни одна из вовлеченных коммунистических держав не ответит крупными военными действиями, направленными на изменение характера конфликта... Авиаудары по территории Северного Вьетнама (категория 3) вызовут более резкую реакцию коммунистов, чем авиаудары по целям в Лаосе, но даже в этом случае опасения эскалации, вероятно, удержит коммунистов от крупного военного ответа ...
Спустя всего месяц после инцидента в Тонкинском заливе, советник по национальной безопасности Макджордж Банди предупредил, что дальнейшие провокации не должны предприниматься до октября, когда правительство Южного Вьетнама будет полностью готово к полномасштабной войне против Северного Вьетнама. В меморандуме, адресованном президенту Джонсону 8 сентября 1964 года, Банди писал:
Главный вопрос заключается в том, в какой степени мы должны добавить к вышеупомянутым действиям элементы, которые будут намеренно провоцировать реакцию Северного Вьетнама и последующее возмездие с нашей стороны.
Примерами действий, которые можно было бы рассмотреть, являются проведение американских морских патрулей всё ближе к северовьетнамскому побережью и/или [sic] ассоциирование их с «Операциями 34А» (англ. Operation 34A).

Мы считаем, что такие намеренно провокационные элементы не должны осуществляться в ближайшем будущем, пока власти Южного Вьетнама не укрепили своё положение. Однако к началу октября мы можем рекомендовать такие действия в зависимости от прогресса властей Южного Вьетнама и реакции коммунистов, особенно на американские морские патрули.
Хотя морские операции сыграли ключевую роль в провокации Северного Вьетнама, американские военные чиновники первоначально предложили облететь страну на разведывательном самолете Lockheed U-2, но впоследствии эти планы были изменены.

## Утечка

### Встреча Эллсберга с Нилом Шиэном
Дэниел Эллсберг хорошо знал руководителей рабочей группы по подготовке исследования для руководителей Министерства обороны. Он работал помощником Макнотона в 1964 – 1965 годах, несколько месяцев работал над исследованием в 1967 году, а Гелб и Гальперин одобрили его доступ к работе в RAND в 1969 году. Будучи противником войны, Эллсберг вместе со своим другом Энтони Руссо (англ. Anthony Russo)  сделали фотокопию исследования в октябре 1969 года, намереваясь обнародовать его. Эллсберг обратился к советнику Никсона по национальной безопасности Генри Киссинджеру, сенаторам Уильяму Фулбрайту и Джорджу Макговерну и другим, но никто из них не заинтересовался предложенной информацией.
Эллсберг показал некоторые документы сочувствующим экспертам по политике Маркусу Раскину (англ. Marcus Raskin) и Ральфу Ставинсу (англ. Ralph Stavins) из Института политических исследований (англ. Institute for Policy Studies). Они отказались публиковать документы, но рекомендовали обратиться к репортеру The New York Times Нилу Шиэну, с которым Эллсберг впервые встретился во Вьетнаме  и которого ему вновь представили Раскин и Ставинс. Обсудив публикацию документов в феврале 1971 года, 2 марта Эллсберг передал 43 тома Шиэну. Изначально Эллсберг просил, чтобы Шиэн делал записи только в квартире Эллсберга; Шиэн не послушался, по настоянию и с помощью своей жены Сьюзан стал лихорадочно копировать их в многочисленных магазинах Бостона и полетел с копиями в Вашингтон, где вместе с редактором работал в номере гостиницы The Jefferson над их систематизацией и чтением. Редакторы Абрахам Розенталь и Джеймс Гринфилд (англ. James L. Greenfield) доставили копии по почте сначала на квартиру Гринфилда, затем Гринфилд и его жена отвезли их в несколько номеров нью-йоркского отеля Hilton Midtown, где Шиэн, Розенталь, Гринфилд, заместители иностранных редакторов Джеральд Голд (англ. Gerald Gold) и Аллан Сигал (англ. Allan M. Siegal), команда из трех писателей – Фокса Баттерфилда (англ. Fox Butterfield), Хедрика Смита и Эдвина Кенуорти (англ. E.W. Kenworthy), а также исследователь Линда Амстер (англ. Linda Amster) круглосуточно работали над их систематизацией и обобщением для публикации. Перед публикацией The New York Times обратилась за юридической консультацией. Постоянный внешний адвокат газеты, Lord Day & Lord, посоветовал отказаться от публикации, но штатный адвокат Джеймс Гудейл (англ. James Goodale) убедил руководство газеты, заявив, что пресса имеет право по Первой поправке публиковать информацию, важную для понимания гражданами политики своего правительства.

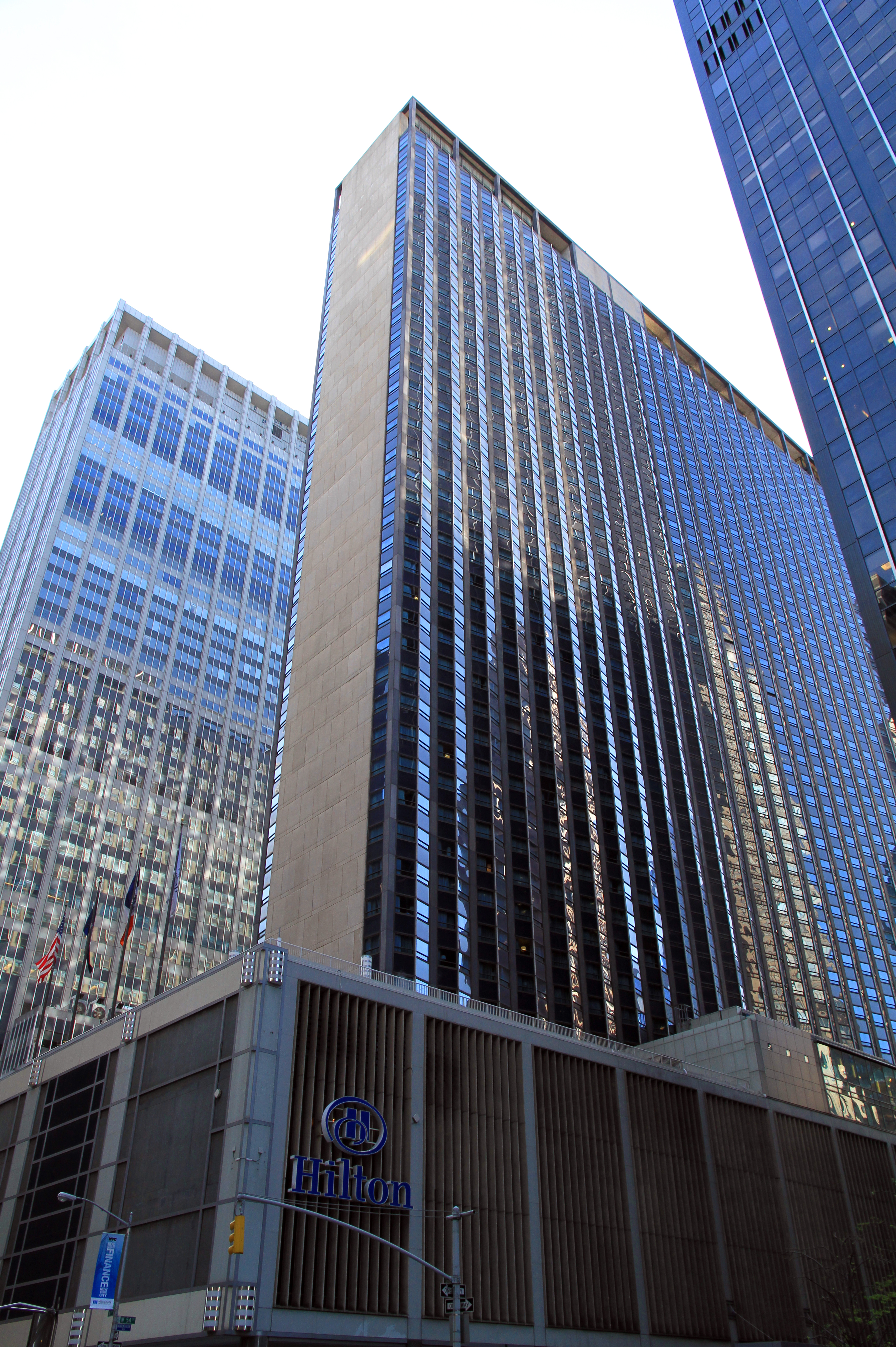
Отель New York Hilton Midtown к котором весной 1971 года репортеры The New York Times готовили «Документы Пентагона» к публикации.

Газета The New York Times начала публиковать отрывки 13 июня 1971 года – первая статья из этой серии называлась «Вьетнамский архив: Исследование Пентагона собрал воедино информацию о вовлечённости правительства США в дела Вьетнама» (англ. Vietnam Archive: Pentagon Study Traces Three Decades of Growing US Involvement). Исследование получило название «Документы Пентагона», что вызвало широкую огласку в СМИ. Публикации документов спровоцировали уличные протесты, политические споры и судебные процессы.

### Протоколы Конгресса
Чтобы обеспечить возможность публичного обсуждения содержания документов, 29 июня сенатор-демократ от Аляски Майк Гравел внёс 4 100 страниц документов в протокол своего подкомитета по общественным зданиям и территориям (англ. Subcommittee on Public Buildings and Grounds). Эти части документов, которые были отредактированы Говардом Зинном и Ноамом Хомски и переданы непосредственно Грейвелу редактором газеты The Washington Post Беном Багдикяном и были тайно пронесены в офис Грейвела в Конгрессе и ревностно охранялись инвалидами – ветеранами Вьетнама, а впоследствии опубликованы издательством Beacon Press – издательским подразделением Унитарианской универсалистской ассоциации конгрегаций (англ. Unitarian Universalist Association). Впоследствии было созвано федеральное большое жюри для расследования возможных нарушений федерального законодательства при публикации отчета. Помощник Грейвела Леонард Родберг (англ. Leonard Rodberg), был вызван в суд для дачи показаний о своей роли в получении и организации публикации «Документов Пентагона». Грейвел попросил суд в деле Gravel vs United States отменить повестку на основании статьи I, раздела 6 Конституции США «Выступление или обсуждение» (англ. Speech or Debate Clause in Article I, Section 6 of the United States Constitution).
Эта статья Конституции гласит, что «за речь или дебаты в любой палате [сенатор или представитель] не может быть допрошен ни в каком другом месте» (англ. or any Speech or Debate in either House, a Senator or Representative shall not be questioned in any other Place). Это означает, что Грейвел не может быть привлечен к ответственности за то, что было сказано на заседании Сената, и, соответственно, за всё, что было внесено в протокол Конгресса, что позволяет публично читать документы без угрозы суда и осуждения за измену. Когда запрос Грейвела был рассмотрен Верховным судом США, суд отклонил просьбу распространить эту защиту на Грейвела и Родберга, поскольку врученная им повестка большого жюри касалась третьей стороны, а не каких-либо действий, совершенных ими самими для подготовки материалов, позднее включенных в протокол Конгресса. Тем не менее, расследование большого жюри было остановлено, а публикация документов так и не была преследована в судебном порядке.
Позже Эллсберг заявил, что документы «демонстрируют неконституционное поведение целой череды президентов, нарушение их присяги и присяги каждого из их подчиненных». Он также добавил, что передал документы в СМИ, чтобы прекратить то, что он считал «неправомерной войной». В интервью 2015 года Нил Шиэн описал душевное состояние Эллсберга в то время, как «противоречивое», сочетавшее в себе желание опубликовать документы и нежелание попасть в тюрьму.

### Препятствия администрации Никсона публикациям «Документов Пентагона»
Президент Никсон сначала планировал ничего не предпринимать в связи с публикацией исследования, поскольку оно бросало тень на администрации Джонсона и Кеннеди, чем его, но Киссинджер убедил президента, что отсутствие противодействия подобным публикациям создает негативный прецедент для остальных секретов. Также предполагалось, что предыдущая работа Киссинджера с Эллсбергом в RAND Corporation повредит его репутации в глазах Никсона и что поэтому он стремился дистанцироваться от Эллсберга. Кроме того, Киссинджер боялся, что Эллсберг может опубликовывать другие военные секреты, включая атомные.:475 Администрация утверждала, что Эллсберг и Руссо виновны в преступлении по Закону о шпионаже 1917 года, поскольку у них не было полномочий на публикацию секретных документов. После того как не удалось убедить The New York Times добровольно прекратить публикацию, генеральный прокурор Джон Митчелл и Никсон добились запрета федерального суда, заставившего The New York Times прекратить публикацию после публикации трех статей. По этому поводу издатель The New York Times Артур Шульцберг (англ. Arthur Ochs Sulzberger) заметил:
Эти документы, как указано в нашей утренней редакционной статье, были частью истории нашей страны, которую следовало сделать доступной гораздо раньше. Я даже и подумать не мог, что здесь есть какое-то нарушение национальной безопасности, в том смысле, что мы выдаем какие-то секреты врагу.
Газета обжаловала запрет, и дело New York Times Co. vs United States быстро прошло через всю судебную систему США до Верховного суда.
18 июня 1971 года газета The Washington Post начала публикацию собственной серии статей, основанных на «Документах Пентагона». Ранее Эллсберг передал часть материалов репортеру The Washington Post и бывшему коллеге по RAND Corporation Бену Багдикяну. Багдикян прилетел с этими материалами в Вашингтон и представил их исполнительному редактору Бену Брэдли. Брэдли сформировал команду журналистов, юристов и редакторов, которые должны привести материалы в порядок. Позже Багдикян встретился с Майком Грейвелом перед отелем Mayflower, чтобы передать ему копии. 18 июня помощник генерального прокурора США Уильям Ренквист попросил The Washington Post прекратить публикацию. После отказа газеты Ренквист обратился в окружной суд США за судебным запретом. Судья Мюррей Гурфейн (англ. Murray Gurfein) отказался вынести такой запрет, написав, что «безопасность нации заключается не только в крепостных стенах. Безопасность также заключается в ценности наших свободных институтов. Язвительная, упрямая и вездесущая пресса находится под постоянным прессингом власть имущих и призвана охранять великие ценности – свободу слова и право народа на знание о действиях собственного правительства».  Правительство обжаловало это решение и 26 июня Верховный суд согласился рассматривать его совместно с делом The New York Times. Пятнадцать других газет получили копии исследования и начали его публикации. По словам Эллсберга в 2017 и 2021 годах, в общей сложности 19 газет использовали «Документы Пентагона» в своих расследованиях. Судебный репортер The Post Сэнфорд Унгар (англ. Sanford J. Ungar) в своей книге «Документы и документы» в мае 1972 года написал, что, помимо The Times и The Post, The Boston Globe и St. Louis Post-Dispatch также были привлечены к суду администрацией Никсона из-за освещения «Документов Пентагона».

### Решение Верховного суда о разрешении дальнейших публикаций
30 июня 1971 года Верховный суд шестью голосами против трех постановил, что правительство не смогло привести доказательств, необходимое для запрета выполнения тех или иных действий (в данному случае – публикаций). Девять судей написали девять мнений, в которых разошлись во мнениях по существенным вопросам.
Только свободная пресса может эффективно разоблачать ложь правительственных чиновников. Первостепенной обязанностью свободной прессы является обязанность противостояния правительству в его намерениях по отправке граждан на убой и смерть от лихорадки в далеких странах путем лжи и обмана.
— Судья Блэк
Томас Тедфорд (англ. Thomas Tedford) и Дейл Хербек (англ. Dale Herbeck) подытожили реакцию редакторов и журналистов того времени:
Когда в редакциях Times и Post раздался гул в связи с отменой цензурного постановления, журналисты Америки с серьезным беспокойством размышляли о том, что в течение пятнадцати дней «свободная пресса» страны была лишена возможности опубликовать важный документ и в итоге получила лишь неубедительное решение «о бремени доказательств» от Верховного суда. В редакциях американских издателей и вещателей царило облегчение, но без особого ликования.
— Тедфорд и Хербек, стр. 225-226.

### Судебные обвинения против Эллсберга
Эллсберг сдался властям 28 июня 1971 года и признался,  что передал документы прессе: «Я почувствовал, что как американский гражданин, как ответственный гражданин, я больше не могу сотрудничать в сокрытии этой информации от американской общественности. Я сделал это явно под угрозой собственной безопасности и готов ответить за все последствия этого решения». Большое жюри в Лос-Анджелесе предъявило ему обвинения в краже и хранении секретных документов. Федеральный окружной судья Уильям Мэтью Бирн (англ. William Matthew Byrne Jr.) 11 мая 1973 года вынес постановление об отмене судебного решения и снял все обвинения с Эллсберга и Руссо после того, как стало известно, что агенты, действовавшие по приказу администрации Никсона, незаконно проникли в кабинет психиатра Эллсберга и попытались похитить файлы. Представители администрации Никсона обратились к судье с предложением занять пост директора ФБР. В выдвинутых правительством обвинениях появился ряд ошибок, включая заявление о том, что правительство утратило записи о незаконной прослушке Эллсберга, которую вела команда «Сантехников Белого дома» в процессе Уотергейтского скандала. Судья Бирн постановил: «Совокупность обстоятельств дела, которые я лишь вкратце описал, оскорбляет чувство справедливости. Странные события повлияли на судебное разбирательства по этому делу». Эллсберг и Руссо были освобождены в связи с ошибочным судебным разбирательством, но не были оправданы в нарушении Закона о шпионаже.
В марте 1972 года политолог Сэмюэл Попкин (англ. Samuel L. Popkin), в то время доцент кафедры государственного управления Гарвардского университета, был заключен на неделю в тюрьму за отказ отвечать на вопросы большого жюри, расследовавшего дело «Документов Пентагона», во время слушаний в Федеральном окружном суде Бостона. Позднее Совет факультета принял резолюцию, осуждающую правительственные допросы ученых на том основании, что «неограниченное право большого жюри задавать любые вопросы и подвергать свидетеля приводу за неуважение к суду может легко поставить под угрозу научные исследования».
По оценкам Лесли Гелба газета The New York Times опубликовала лишь около пяти процентов из 7 000 страниц исследования. Публикации Beacon Press также было неполными. Мортон Гальперин, который первоначально классифицировал исследование как секретное, получил большую часть неопубликованных частей в соответствии с Законом о свободе информации, и Техасский университет опубликовал их в 1983 году. Архив национальной безопасности (англ. National Security Archive) опубликовал оставшиеся части в 2002 году. Само исследование оставалось официально засекреченным до 2011 года.

## Общественный резонанс
«Документы Пентагона» показали, что Соединенные Штаты расширили участие в военных действиях за счёт бомбардировок Камбоджи и Лаоса, налетами на побережье Северного Вьетнама и атаками морской пехоты, о которых не сообщалось в американских СМИ.  Самые громкие разоблачения в документах показали, что четыре администрации (Трумэна, Эйзенхауэра, Кеннеди и Джонсона) ввели общественность в заблуждение относительно своих намерений. Например, администрация Эйзенхауэра активно работала против Женевских соглашений. Администрация Кеннеди знала о планах свержения южновьетнамского лидера Нго Динь Зьема. Во время своей президентской кампании 1964 года Джонсон принял решение о расширении военных действия, включая планы бомбардировок Северного Вьетнама, но публично озвучивал позицию «ограниченной войны».  Во время выборов президент Джонсон выступал против этого и утверждал, что именно его соперник Барри Голдуотер хотел бомбить Северный Вьетнам.
В другом примере, в служебной записке Министерства обороны при администрации Джонсона перечислялись причины американского присутствия во Вьетнаме:
- 70 % – Избегание унизительного поражения, что вредно для репутации США в качестве международного гаранта.
- 20 % – Для предотвращения перехода Южного Вьетнама (и прилегающих территорий) в сферу влияния Китая.
- 10% – Сытая и спокойная жизнь для граждан Южного Вьетнама.
- А также – Найти приемлемый выход из кризиса, не запятнав себя при этом неприемлемыми методами.
- Категоричное избегание – Оказание помощи дружественной стране, несмотря на настойчивые просьбы этого не делать.[11][60][61]

Еще одно противоречие заключалось в том, что Джонсон отправил боевые войска во Вьетнам к 17 июля 1965 года, прежде чем сделал вид, что проконсультировался со своими советниками 21-27 июля, согласно телеграмме, в которой говорилось, что «заместитель министра обороны Сайрус Вэнс сообщил Роберту Макнамаре, что президент одобрил План 34 и попытается провести призыв резерва».
В 1988 году, когда эта телеграмма была рассекречена, она показала, что «сохранялась неопределенность в отношении окончательного решения президента Джонсона, которое должно было ожидать рекомендации министра обороны Роберта Макнамары и мнения лидеров Конгресса, особенно мнения сенатора Ричарда Рассела».
Генеральный солиситор Никсона Эрвин Грисволд (англ. Erwin Griswold) позже назвал «Документы Пентагона» примером «массового засекречивания», в котором «нет ни малейшего признака угрозы национальной безопасности». Публикация «Документов Пентагона» практически не повлияла на ход войны, поскольку речь шла о документах, написанных за несколько лет до публикации.
После публикации «Документов Пентагона» Барри Голдуотер заявил:
«Во время предвыборной кампании президент Джонсон постоянно повторял, что он никогда не пошлет американских мальчиков воевать во Вьетнам. Как я уже сказал, в то время он уже знал, что американские парни отправятся в эту далекую азиатскую страну. На самом деле, я знал об этом примерно за десять дней до Республиканского съезда. Понимаете, меня называли любителем взрывчатки, поджигателем войны, любителем бомб, и всё это время Джонсон говорил, что никогда не пошлет американских парней, а я прекрасно знал, что пошлет».
Сенатор Берч Бэйх (англ. Birch Bayh), считавший публикацию «Документов Пентагона» оправданной, заявил:
«Существование этих документов и тот факт, что в них говорилось одно, а людей заставили поверить в другое – причина того, что сегодня у нас дефицит доверия, причина того, что люди не верят правительству. То же самое происходит на протяжении последних двух с половиной лет правления администрации Никсона. Есть разница между тем, что говорит президент, и тем, что на самом деле делает правительство, и я уверен, что они примут правильное решение, если у них будут все факты».

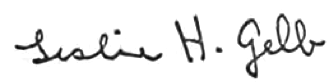
Подпись Леса Гелба

В 1991 году Лес Гелб заявил следующее:
«Я не могу сказать, что был доволен. Я беспокоился о том, что в мою жизнь, тогда ещё научную работу в Брукингском институте, ворвется суматоха. Меня беспокоило потенциальное использование газет «голубями» для нападок на «правительственных лжецов» и «ястребами» – для нападок на «предателей», несогласных с войной.
Меня беспокоило то, что газеты – огромная, непереваренная масса фрагментарных фактов – станут динамитными шашками, которые скорее повредят, чем помогут борьбе вокруг политики Вьетнама.

Как публикация повлияла на эту борьбу до сих пор неясно. Но прежде всего публикация Times сделала возможным то, что важнее всего для исследователей и демократии – свободная отстояла право на жизнь».
В 2018 году Лес Гелб размышлял о том, что многие люди неправильно поняли самые важные уроки «Документов Пентагона»:
Эллсберг создал миф о том, что документы свидетельствуют о том, что война была сплошной ложью... Правда, однако, состоит в том, что люди действительно верили в войну и были невежественны в отношении того, что можно и чего нельзя делать, чтобы добиться успеха в этой войне. Вот что вы видите, когда читаете документы, а не говорите о них...
Моей первой реакцией было то, что, если они просто попадут в газеты, люди будут думать, что это окончательная история войны, а это не так, и что люди будут думать, что все дело во лжи, а не в убеждениях. И вот, поскольку мы так и не выучили этот урок о том, что в этих войнах нужно верить, мы вошли в Афганистан и в Ирак...
Знаете, мы ввязываемся в эти войны и ни черта не знаем об этих странах, культуре, истории, политике, людях наверху и даже внизу. И, боже мой, это не такие войны, как Вторая и Первая мировые войны, где батальоны сражаются с батальонами. Это войны, которые зависят от знания того, что представляют собой люди, какова их культура. А мы ввязались в них, не понимая этого. Вот в чём заключается определяющее значение «Документов Пентагона»...

Я не отрицаю наличие лжи, но я хочу, чтобы американский народ понял, в чем заключались основные моменты».

## Полная публикация «Документов Пентагона» в 2011 году
4 мая 2011 года Национальное управление архивов и документации объявило, что документы будут рассекречены и переданы в Президентскую библиотеку и музей Ричарда Никсона. Публикация включала содержимое библиотек Никсона, Кеннеди и Джонсона и офис архива в Колледж-Парке.
Полная передача была скоординирована Национальным управлением архивов и документации в качестве специального проекта по случаю годовщины доклада. До сих пор неизвестно, о каких 11 словах шла речь, и правительство отклонило просьбу назвать их, но вопрос был снят, когда было указано, что эти слова уже были обнародованы в версии документов, выпущенной Комитетом по вооруженным силам Палаты представителей в 1972 г.
Национальное управление архивов и документации выпустило каждый том «Документов Пентагона» в виде отдельного файла PDF.

## В кино и на телевидении

### Фильмы
- «Документы Пентагона» (англ. The Pentagon Papers), режиссера Рода Холкомбаи исполнительного продюсера Джошуа Маурера (англ. Joshua D. Maurer) – исторический фильм, снятый для FX при сотрудничестве с Paramount Television и City Entertainment. Фильм повествует о жизни Эллсберга, начиная с его работы в RAND Corporation и заканчивая тем днём, когда судья федерального суда объявил его процесс по делу о шпионаже ошибочным. В фильме снялись Джеймс Спейдер в роли Эллсберга, Пол Джаматти в роли Руссо, Алан Аркин в роли президента RAND Corporation Генри Роуэна и Клэр Форлани в роли Патриции Эллсберг.
- «Самый опасный человек в Америке: Дэниел Эллсберг и Документы Пентагона» – номинированный на премию «Оскар» документальный фильм режиссеров Джудит Эрлих (англ. Judith Ehrlich) и Рика Голдсмита (англ. Rick Goldsmith), рассказывающий о судьбе Эллсберга и событиях, приведших к публикации «Документов Пентагона».
- «The Post» – историческая драма режиссера Стивена Спилберга по сценарию Лиз Ханны (англ. Liz Hannah) и Джоша Сингера о роли газеты The Washington Post в деле публикаций «Документов Пентагона». В фильме снялись Том Хэнкс в роли редактора газеты Бена Брэдли (англ. Ben Bradlee) и Мерил Стрип в роли издателя газеты Кэтрин Грэм. Дэниела Эллсберга сыграл Мэттью Риз.

### Телевидение
- «Документы Пентагона», Дэниел Эллсберг и The Times. PBS. 2010-10-04..

«13 сентября 2010 года отдел по связям с общественностью The New York Times провела панельную дискуссию о «Документах Пентагонона», Дэниеле Эллсберге и газете Times. Беседа с участием Дэниела Эллсберга, Макса Франкеля, бывшего исполнительного редактора The New York Times, и Адама Липтака (Adam Liptak), репортера Верховного суда The New York Times, проходила под руководством Джилл Абрамсон, управляющего редактора The New York Times и бывшего шефа бюро в Вашингтоне, и была приурочена к 35-й годовщине решения Верховного суда.
- «Дэниел Эллсберг: Секреты – Вьетнам и «Документы Пентагона». Телевидение Калифорнийского университета (UCTV). University of California Television (UCTV). 2008-08-07.